# Мисливці за головами (фільм)
Мисливці за головами (англ. Bounty Hunters) — американський бойовик 1996 року.

## Сюжет
Найкраще, що може робити Джерсі Белліні — ловити злочинців. За це платять хороші гроші. Але вони ж приваблюють і його колишню подружку Бі Бі Банністер. Наркотики, викрадення дітей, крадіжки — нескінченний ланцюжок злочинів, який необхідно обірвати.

## У ролях
- Майкл Дудікофф — Джерсі
- Ліза Говард — Бі Бі
- Бенжамін Ретнер — Деймос
- Ерін Фіцджералд — Старр
- Фредді Андреючі — Іззі
- Ашанті Вільямс — Ворд
- Стів Макадж — О'Коннер
- Пітер ЛаКруа — Острат
- Майкл МакМіллан — Клейтон
- Гарі Чок — Вассер
- Майк Мітчелл — Рей Кольт
- Деріл Хеєс — містер Херві
- Анджела Мур — місіс Херві
- Клер Райлі — детектив Ортега
- Кен Кірзінгер — Кеш